# Финтина-Бабій
Финтина-Бабій (рум. Fântâna Babii) — село у повіті Муреш в Румунії. Входить до складу комуни Погечауа.
Село розташоване на відстані 284 км на північний захід від Бухареста, 22 км на північний захід від Тиргу-Муреша, 57 км на схід від Клуж-Напоки.